# Slagelse Wolfpack 2009
Questa voce raccoglie le informazioni riguardanti gli Slagelse Wolfpack nelle competizioni ufficiali della stagione 2009.

## Nationalligaen 2009

### Stagione regolare
| 19 aprile 2009 1ª giornata | Kronborg Knights | 19 – 2 | Slagelse Wolfpack |  |

| 25 aprile 2009 2ª giornata | Copenhagen Towers | 32 – 0 | Slagelse Wolfpack |  |

| 17 maggio 2009 5ª giornata | Slagelse Wolfpack | 9 – 58 | Triangle Razorbacks |  |

| 30 maggio 2009 7ª giornata | Slagelse Wolfpack | 3 – 27 | Herlev Rebels |  |

| 7 giugno 2009 8ª giornata | Søllerød Gold Diggers | 24 – 0 | Slagelse Wolfpack |  |

| 14 giugno 2009 9ª giornata | Slagelse Wolfpack | 7 – 15 | Copenhagen Towers |  |

| 21 giugno 2009 10ª giornata | Slagelse Wolfpack | 0 – 43 | Søllerød Gold Diggers |  |

| 27 giugno 2009 11ª giornata | Slagelse Wolfpack | 6 – 58 | Hvidovre Stars |  |

| 5 settembre 2009 13ª giornata | Hvidovre Stars | 49 – 0 | Slagelse Wolfpack |  |

| 13 settembre 2009 14ª giornata | Herlev Rebels | 27 – 6 | Slagelse Wolfpack |  |

## Statistiche di squadra
| Competizione      | %Vittorie | In casa | In casa | In casa | In casa | In casa | In casa | In trasferta | In trasferta | In trasferta | In trasferta | In trasferta | In trasferta | Totale | Totale | Totale | Totale | Totale | Totale |
| Competizione      | %Vittorie | G       | V       | N       | P       | Pf      | Ps      | G            | V            | N            | P            | Pf           | Ps           | G      | V      | N      | P      | Pf     | Ps     |
| ----------------- | --------- | ------- | ------- | ------- | ------- | ------- | ------- | ------------ | ------------ | ------------ | ------------ | ------------ | ------------ | ------ | ------ | ------ | ------ | ------ | ------ |
| Stagione regolare | .000      | 5       | 0       | 0       | 5       | 25      | 201     | 5            | 0            | 0            | 5            | 8            | 151          | 10     | 0      | 0      | 10     | 33     | 352    |
| Totale            | .000      | 5       | 0       | 0       | 5       | 25      | 201     | 5            | 0            | 0            | 5            | 8            | 151          | 10     | 0      | 0      | 10     | 33     | 352    |